# Chrysosoma hilare
Chrysosoma hilare är en tvåvingeart som beskrevs av Octave Parent 1941. Chrysosoma hilare ingår i släktet Chrysosoma och familjen styltflugor. Inga underarter finns listade i Catalogue of Life.